# Expedição dos Estados Unidos à Coreia
A Expedição dos Estados Unidos à Coreia, conhecida na Coreia como Shinmiyangyo (hangul: 신미양요; hanja: 辛未洋擾; lit. Perturbação Ocidental no Ano Shinmi) ou simplesmente Expedição Coreana, foi uma ação militar americana na Dinastia Joseon (Coreia) que ocorreu predominantemente na Ilha Ganghwa e ao redor dela em 1871.

## Antecedentes
Frederick Low, o embaixador americano na China, enviou a missão para apurar o destino do navio mercante General Sherman, que havia desaparecido durante uma visita à Coreia em 1866. De acordo com um artigo do National Interest, os próprios registos de Low indicavam que a campanha punitiva foi motivada pela necessidade de demonstrar o poder americano sobre o que ele considerava uma nação mais fraca. Anteriormente, os comandantes americanos sentiram-se no direito de entrar “pacificamente” nas águas coreanas para pesquisa e comércio utilizando navios de guerra fortemente armados, e ignoraram repetidos pedidos diplomáticos para respeitar a soberania coreana. 
As autoridades coreanas enviaram cartas responsabilizando os americanos pelo envio ilegal de navios de guerra para as suas águas territoriais e também explicando a Low o que tinha acontecido ao General Sherman. O governador de Ganghwa também enviou o que Low descreveu como "alguns artigos inúteis" - três vacas, 50 galinhas e 1 000 ovos - em um esforço para acalmar a situação. Os americanos rejeitaram a oferta. Em vez disso, lançaram uma campanha punitiva depois de o almirante comandante americano não ter recebido um pedido oficial de desculpas dos coreanos. A natureza isolacionista do governo da Dinastia Joseon e a natureza imperialista dos americanos transformaram uma expedição diplomática num conflito armado.

## Contato inicial
A expedição consistia em cerca de 650 homens, mais de 500 marinheiros e 100 fuzileiros navais, bem como cinco navios de guerra: Colorado, Alaska, Palos, Monocacy e Benicia. Embarcaram a bordo do Colorado o contra-almirante John Rodgers e Frederick F. Low, o embaixador dos Estados Unidos na China. As forças coreanas, conhecidas como "Caçadores de Tigres", eram lideradas pelo General Eo Jae-yeon.
Os americanos fizeram contato com segurança com os habitantes coreanos, descritos como “pessoas vestindo roupas brancas”. Quando perguntaram sobre o incidente do General Sherman, os coreanos inicialmente relutaram em discutir o assunto, ostensivamente para evitar ter que pagar uma recompensa. Consequentemente, os americanos informaram aos coreanos que a sua frota estaria a explorar a área e que não pretendiam causar danos. Este gesto foi mal interpretado; A política coreana da época proibia navios estrangeiros de navegar no rio Han, que levava diretamente à capital Hanyang, a atual Seul. Portanto, o governo Joseon rejeitou o pedido dos EUA. Os americanos navegaram de qualquer maneira.
Em 1 de junho, a fortaleza coreana disparou contra a frota norte-americana enquanto esta navegava pelo Estreito de Ganghwa, que leva ao rio. As forças dos EUA não foram gravemente danificadas devido “à má artilharia dos [coreanos], cujo fogo, embora muito quente durante os quinze minutos em que o mantiveram, foi mal direcionado e, consequentemente, sem efeito”. Os EUA exigiram um pedido de desculpas no prazo de 10 dias; não houve resposta, então Rodgers decidiu por um ataque punitivo aos fortes.

## Batalha de Ganghwa

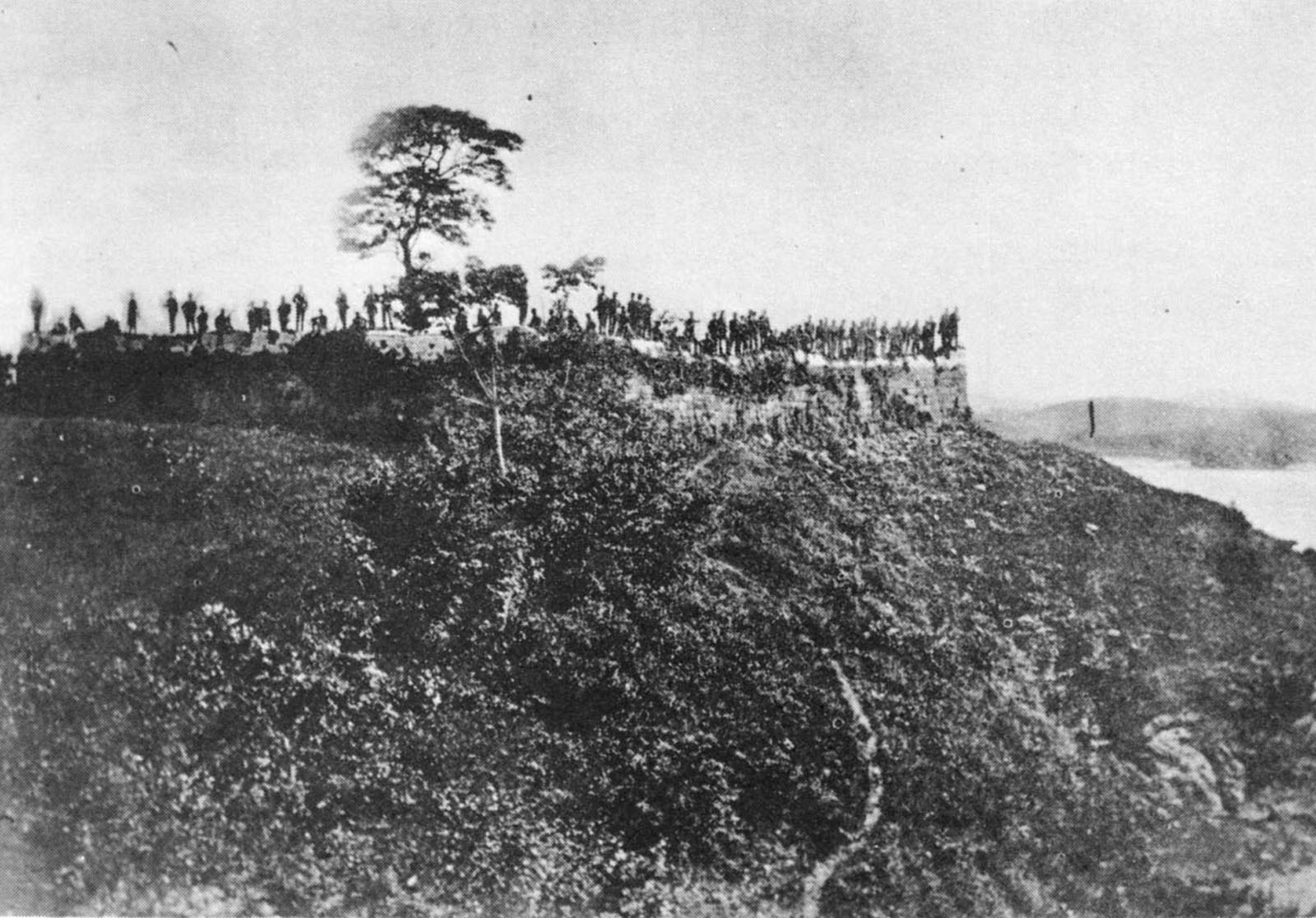
Militares americanos após capturar o Forte Dŏkjin (Forte Monocacy) em 10 de junho por Felice Beato

Em 10 de junho, os americanos atacaram a guarnição Choji, pouco defendida, em Ganghwa, ao longo do rio Salee . Os coreanos estavam armados com armas extremamente desatualizadas, como mosquetes matchlock, canhões e armas giratórias de carregamento pela culatra. Depois de ultrapassar os defensores coreanos, os americanos passaram para o seu próximo objetivo, a Guarnição Deokjin. Obuses americanos de 12 libras mantiveram as forças coreanas mal armadas fora do alcance efetivo. As tropas americanas continuaram em direção ao próximo objetivo, o Forte Deokjin, que encontraram abandonado. Os marinheiros e fuzileiros navais rapidamente desmantelaram esta fortaleza e seguiram para Guarnição Gwangseong, uma cidadela. A essa altura, as forças coreanas já haviam se reagrupado lá. Ao longo do caminho, algumas unidades coreanas tentaram flanquear as forças dos EUA, mas foram novamente repelidas devido à colocação estratégica de artilharia em duas colinas.
O fogo de artilharia das forças terrestres e da Monocacy no mar atingiram a cidadela em preparação para um ataque das forças dos EUA. Uma força de 546 marinheiros e 105 fuzileiros navais agrupados nas colinas a oeste da fortaleza (as tropas de infantaria estavam na colina diretamente a oeste da fortaleza, enquanto as tropas de artilharia em outra colina bombardearam a fortaleza e também cobriram os flancos e a retaguarda dos americanos), mantendo a cobertura e respondendo ao fogo. Assim que o bombardeio cessou, os americanos atacaram a cidadela, liderados pelo tenente Hugh McKee. O lento tempo de recarga dos matchlocks coreanos ajudou os americanos, armados com carabinas superiores Remington, a ultrapassar as muralhas; os coreanos acabaram até atirando pedras nos agressores.
McKee foi o primeiro a chegar à cidadela e foi mortalmente ferido por um tiro na virilha; depois dele veio o comandante Winfield Scott Schley, que atirou no soldado coreano que havia matado McKee.  A bandeira do comandante coreano, General Eo Jae-yŏn, chamada de "Sujagi" pelos coreanos, foi capturada pelo cabo Charles Brown da guarda do Colorado e pelo soldado Hugh Purvis da guarda do Alasca. O General Eo foi morto pelo Soldado James Dougherty. Enquanto servia como porta-voz da tripulação e dos fuzileiros navais do Colorado, o carpinteiro do Colorado Cyrus Hayden plantou a bandeira dos EUA nas muralhas sob forte fogo inimigo. O cabo Brown, os soldados rasos Dougherty, Purvis e o carpinteiro Hayden receberam a Medalha de Honra.
A luta durou quinze minutos. O número total de mortos foi de 243 coreanos e três americanos; McKee, o marinheiro Seth Allen e o soldado do Corpo de Fuzileiros Navais dos EUA, Denis Hanrahan. dez americanos ficaram feridos e 20 coreanos foram capturados, vários dos quais ficaram feridos. Cinco fortes coreanos foram tomados no total, com dezenas de pequenos canhões. O vice-comandante coreano estava entre os feridos capturados. Os EUA esperavam usar os cativos como moeda de troca para se reunir com as autoridades locais, mas os coreanos recusaram, chamando os cativos de covardes e "Low foi informado de que seria bem-vindo para manter os prisioneiros feridos". No entanto, os americanos libertaram os prisioneiros antes de partirem.
Após as operações militares de 10 a 12 de junho, o Esquadrão Asiático dos Estados Unidos permaneceu ancorado na Ilha Jakyak até 3 de julho, quando partiram para a China.

## Consequências
Os Estados Unidos esperavam que a sua vitória persuadisse os coreanos a regressar à mesa de negociações. Mas os coreanos recusaram-se a negociar. Na verdade, estes acontecimentos levaram o regente Daewongun a reforçar a sua política de isolamento e a emitir uma proclamação nacional contra o apaziguamento de estrangeiros. Além disso, os coreanos logo enviaram reforços em grande número, armados com armas mais modernas, para enfrentar as tropas americanas. Percebendo que as probabilidades tinham mudado, a frota dos EUA partiu e partiu para a China em 3 de julho.
Não houve mais ataques a navios estrangeiros. Em 1876, a Coreia estabeleceu um tratado comercial com o Japão depois que navios japoneses se aproximaram da Ilha Ganghwa e ameaçaram atirar em Seul. Seguiram-se logo tratados com países europeus e os EUA.
Nove marinheiros e seis fuzileiros navais foram agraciados com a Medalha de Honra, a primeira por ações em um conflito estrangeiro.

## Tratado de Amizade e Comércio
De abril a maio de 1882, os Estados Unidos, representados pelo Comodoro Robert W. Shufeldt da Marinha dos Estados Unidos, e a Coreia negociaram e aprovaram um tratado de 14 artigos. O tratado estabeleceu amizade mútua e assistência mútua em caso de ataque; e também abordou questões específicas como direitos extraterritoriais para cidadãos americanos na Coreia e status comercial de nação mais favorecida.
O tratado permaneceu em vigor até a anexação da Coreia pelo Império do Japão em 1910.

## Galeria

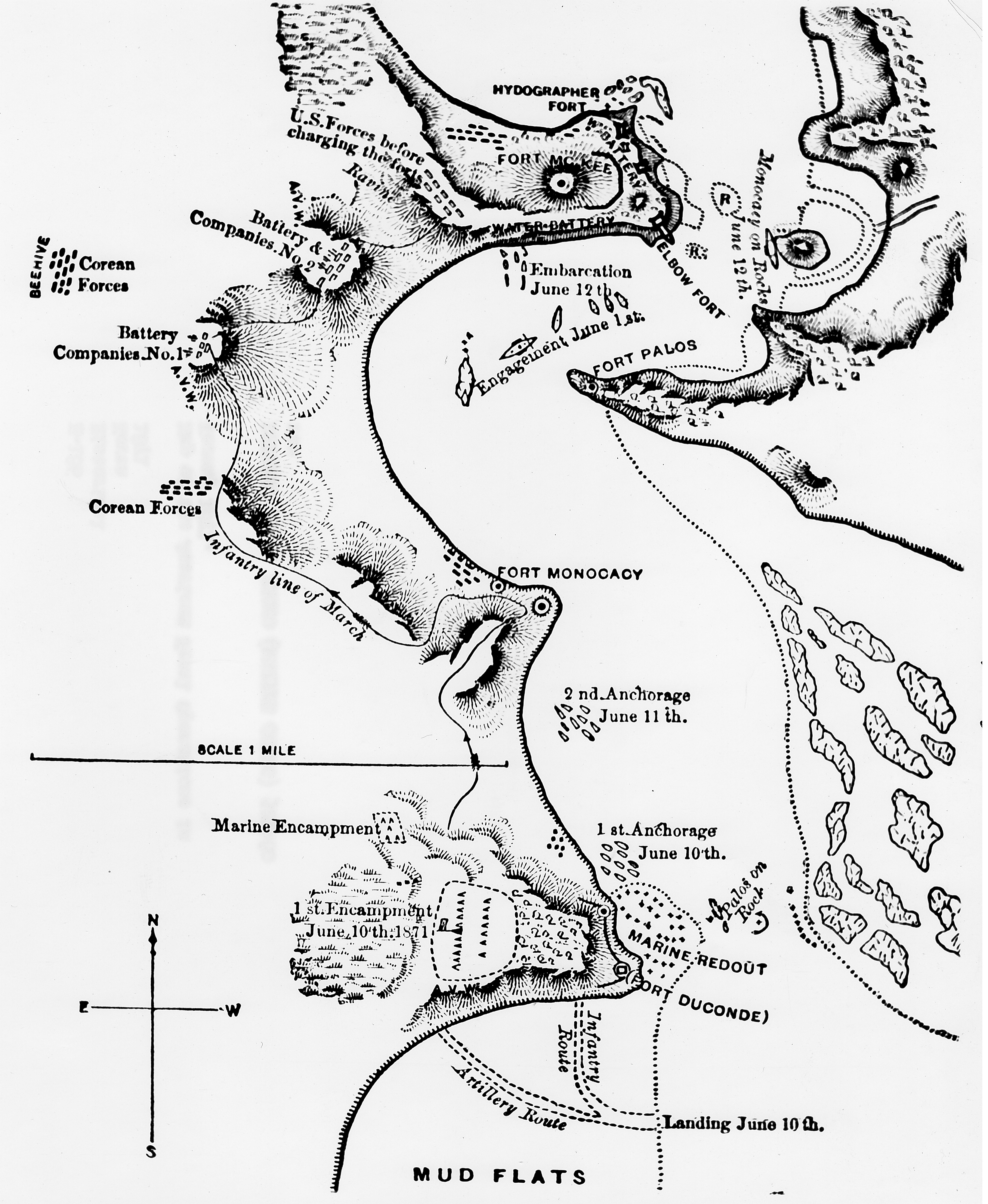
Mapa dos Fortes Ganghwa
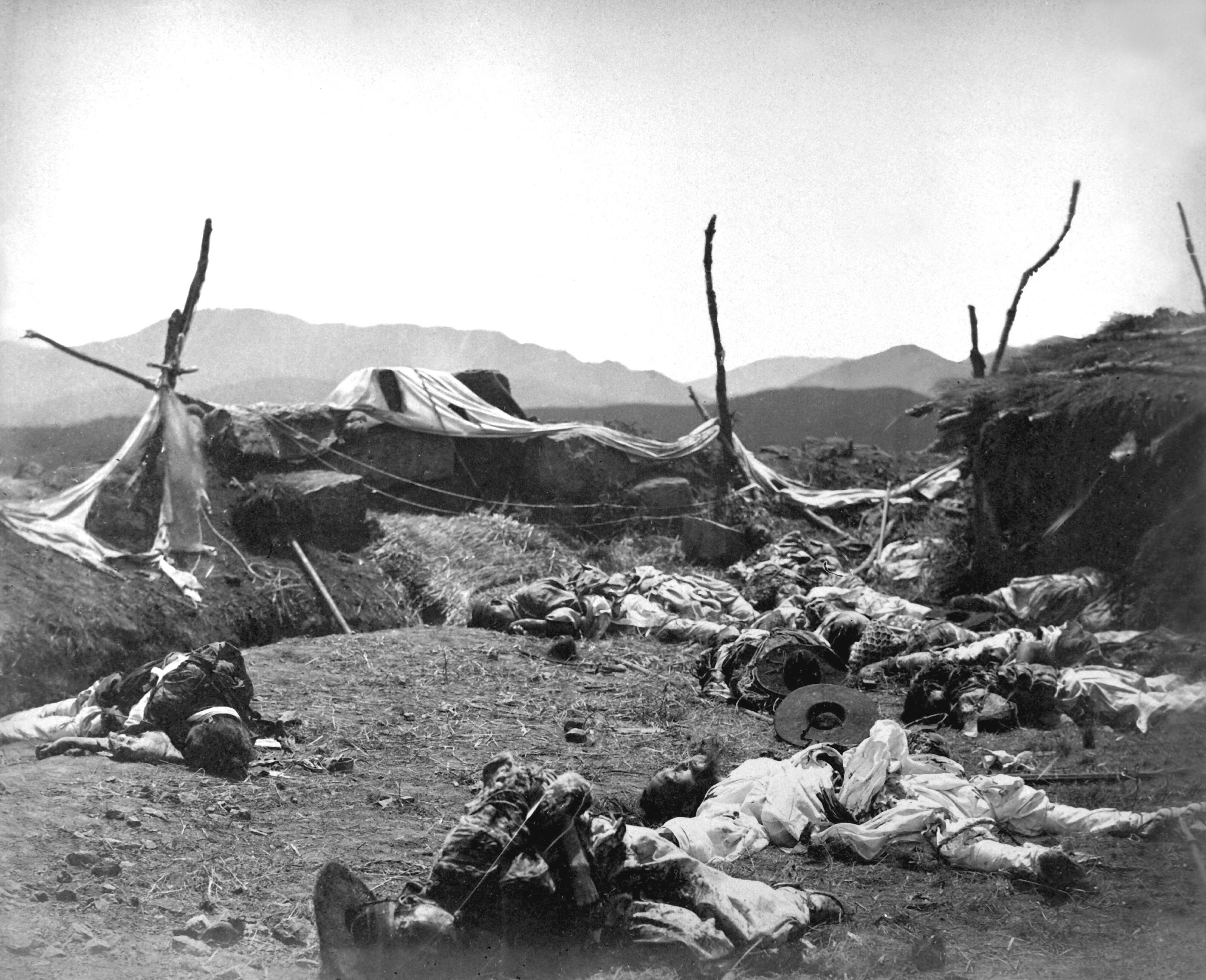
Vítimas coreanas, após o ataque ao Forte Sondolmok (Fort McKee) por Felice Beato
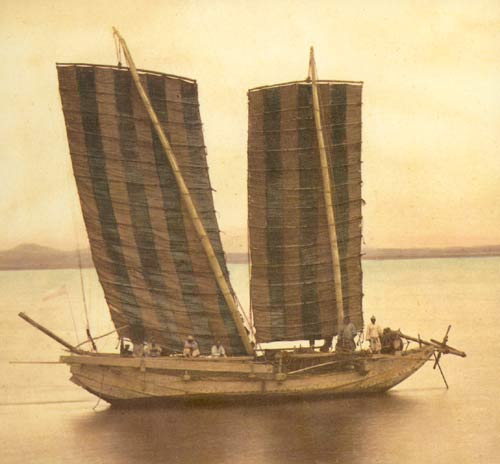
Navio coreano em 1871, levado pelos americanos durante a expedição
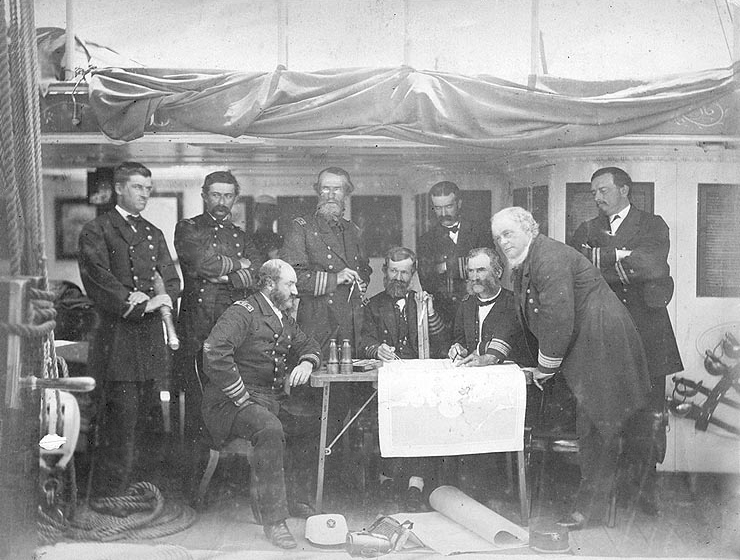
Oficiais da Marinha dos EUA realizando um conselho de guerra a bordo da nau capitânia do Esquadrão Asiático, a fragata a vapor Colorado, ao largo da Coreia em junho de 1871. O comandante do esquadrão, contra-almirante John Rodgers, inclina-se sobre a mesa à direita.
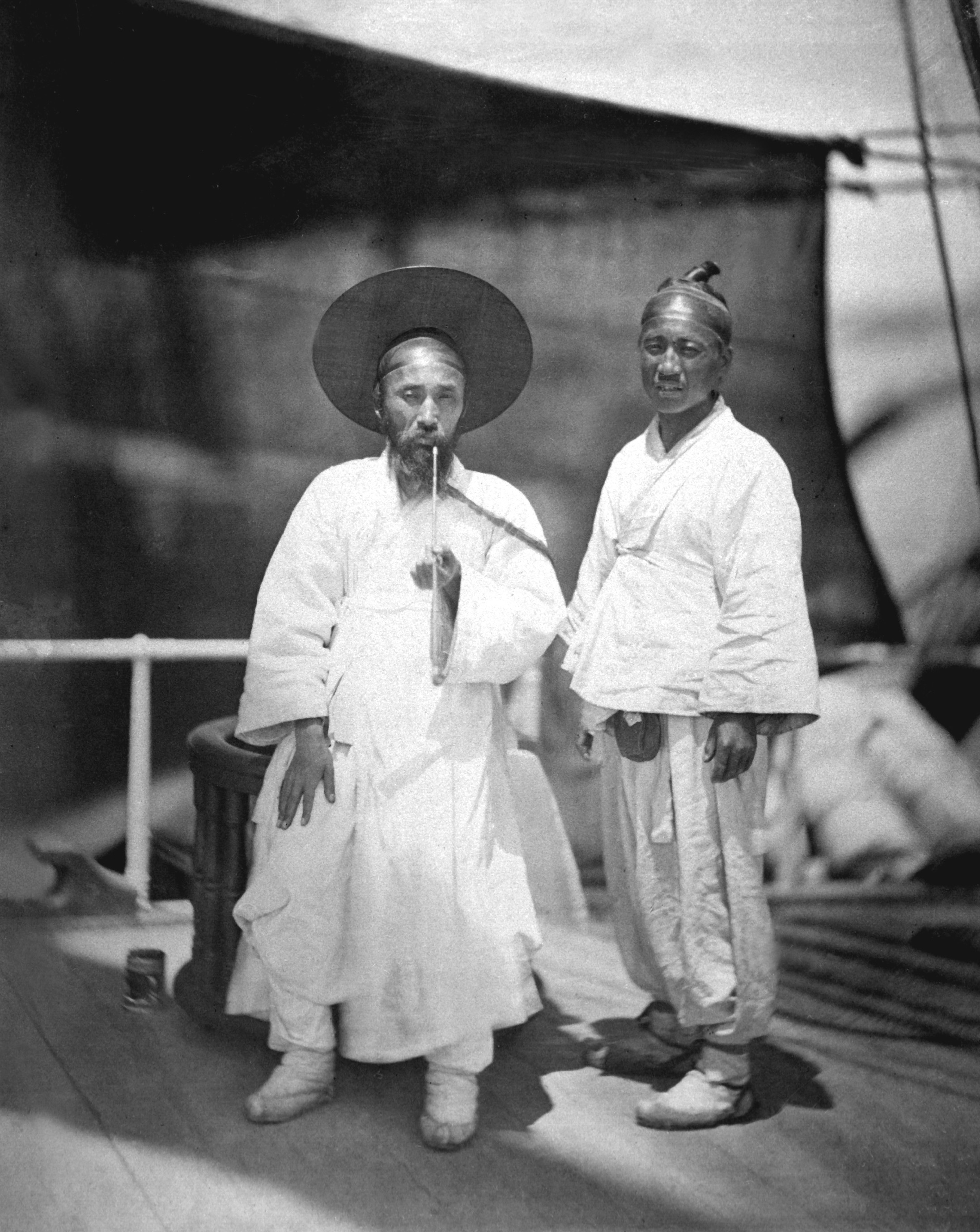
Oficial coreano carregando os primeiros despachos a bordo do Colorado, Junho de 1871
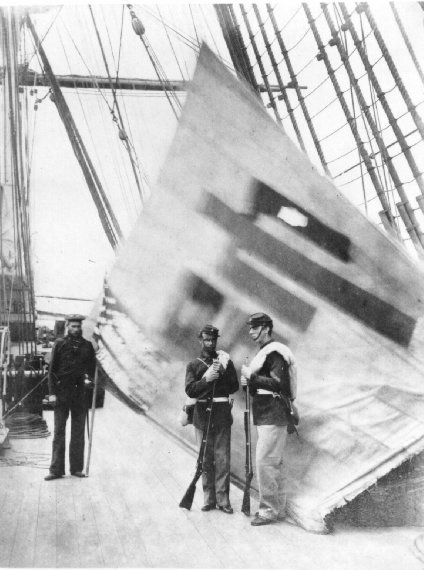
Sujagi capturada a bordo do USS Colorado. Da direita para a esquerda: o cabo da Marinha dos EUA Charles Brown, o soldado da Marinha dos EUA Hugh Purvis, e acredita-se que o marinheiro à esquerda seja Cyrus Hayden. Todos os três receberam a Medalha de Honra.